# Pyoverdine
Une pyoverdine est un sidérophore fluorescent et un oligopeptide antibiotique produit notamment par un Pseudomonas aeruginosa et Pseudomonas fluorescens, des bactéries à Gram négatif,. On en connaît actuellement une soixantaine de molécules apparentées. Les pyoverdines agissent comme facteurs de virulence des Pseudomonas.

## Nature biochimique des pyoverdines
Contrairement à l'entérobactine, les pyoverdines sont des peptides non ribosomiques contenant un dérivé de la dihydroxyquinoléine. La structure du peptide diffère selon les espèces et une quarantaine de structures différentes ont été décrites, tandis que le chromophore acide (1S)-5-amino-2,3-dihydro-8,9-dihydroxy-1H-pyrimido[1,2-a]quinoléine-1-carboxylique demeure inchangé hormis l'azobactine d'Azotobacter vinelandii (en) qui possède un cycle urée supplémentaire.

## Exemples
| Espèces | Souches    | Chaîne peptidique de la pyoverdine *                      |
| --- | ---------- | --------------------------------------------------------- |
| P. aeruginosa | ATCC15692  | Q-DSer-Arg-DSer-FoOHOrn-c(Lys-FoOHOrn-Thr-Thr)            |
| P. aeruginosa | ATCC27853  | Q-DSer-FoOHDOrn-Orn-Gly-aDThr-Ser-cOHOrn                  |
| P. aeruginosa | Pa6        | Q-DSer-Dab-FoOHOrn-Gln-DGln-FoOHDOrn-Gly                  |
| P. chlororaphis | ATCC9446   | Q-DSer-Lys-Gly-FoOHOrn-c(Lys-FoOHDOrn-Ser)                |
| P. fluorescens bv.I | ATCC13525  | Q-DSer-Lys-Gly-FoOHOrn-c(Lys-FoOHDOrn-Ser)                |
| P. fluorescens bv.I | 9AW        | Q-DSer-Lys-OHHis-aDThr-Ser-cOHOrn                         |
| P. fluorescens bv.III | ATCC17400  | Q-DAla-DLys-Gly-Gly-OHAsp-DGln/Dab-Ser-DAla-cOHOrn        |
| P. fluorescens bv.V | 51W        | Q-DAla-DLys-Gly-Gly-OHDAsp-DGln-DSer-Ala-Gly-aDThr-cOHOrn |
| P. fluorescens bv.V | 1W         | Q-DSer-Lys-Gly-FoOHOrn-c(Lys-FoOHDOrn-Ser)                |
| P. fluorescens bv.V | 10CW       | Q-DSer-Lys-Gly-FoOHOrn-c(Lys-FoOHDOrn-Ser)                |
| P. fluorescens bv.VI | PL7        | Q-DSer-AcOHDOrn-Ala-Gly-aDThr-Ala-cOHOrn                  |
| P. fluorescens bv.VI | PL8        | Q-DLys-AcOHDOrn-Ala-Gly-aDThr-Ser-cOHOrn                  |
| P. fluorescens | 1.3        | Q-DAla-DLys-Gly-Gly-OHAsp-DGln/Dab-Gly-Ser-cOHOrn         |
| P. fluorescens | 18.1       | Q-DSer-Lys-Gly-FoOHOrn-Ser-DSer-Gly-c(Lys-FoOHDOrn-Ser)   |
| P. fluorescens | CCM 2798   | Q-Ser-Dab-Gly-Ser-OHDAsp-Ala-Gly-DAla-Gly-cOHOrn          |
| P. fluorescens | CFBP 2392  | Q-DLys-AcOHDOrn-Gly-aDThr-Thr-Gln-Gly-DSer-cOHOrn         |
| P. fluorescens | CHA0       | Q-Asp-FoOHDOrn-Lys-c(Thr-Ala-Ala-FoOHDOrn-Lys)            |
| P. putida bv. B | 9BW        | Q-DSer-Lys-OHHis-aDThr-Ser-cOHOrn                         |
| P. putida | CFBP 2461  | Q-Asp-Lys-OHDAsp-Ser-aDThr-Ala-Thr-DLys-cOHOrn            |
| P. tolaasii | NCPPB 2192 | Q-DSer-Lys-Ser-DSer-Thr-Ser-AcOHOrn-Thr-DSer-cOHDOrn      |
| * Les acides aminés sont abrégés sur trois lettres. Les abréviations suivantes sont également utilisées : Q = chromophore, DXxx = acide aminé D, aThr = allo-thréonine, aDThr = allo-D-thréonine, c = structure cyclique, cOHOrn = cyclo-hydroxyornithine, Dab = acide diaminobutyrique, Ac = acétyle, Fo = formyle, OH = hydroxyle. |            |                                                           |

## Utilisations
Ces pyoverdines peuvent doper certains processus de phytoremédiation, pour le fer, mais aussi d'autres métaux,, (les sidérophores sont particulièrement efficaces dans la captation du fer, mais ils montrent aussi une bonne affinité pour 28 métaux divalents dont Cd(II) et Ni(II).

### bibliographie
- Ferret, C., Cornu, J. Y., Elhabiri, M., Sterckeman, T., Braud, A., Jezequel, K., ... & Geoffroy, V. of pyoverdine supply on cadmium and nickel complexation and phytoavailability in hydroponics (Manuscript Draft, avec réponse aux relecteurs).